# Varecia variegata subcincta
Vari à ceinture
Sous-espèce
Répartition géographique
Statut de conservation UICN

 CR A2cd : 
En danger critique
Statut CITES
Varecia variegata subcincta, le Vari à ceinture, est une sous-espèce du Vari noir et blanc de la famille des lémuridés. Ce lémurien est endémique dans les forêts tropicales humides de l'île de Madagascar.

## Noms vernaculaires
L'espèce est également appelée :
- Maki noir et blanc ;
- Maki vari noir et blanc ;
- Varika.

On rencontre aussi les termes maki vari, lémur vari ou encore lémur varié, qui désignent également le genre Varecia dans son ensemble.

## Répartition
Comme la plupart des espèces de lémuriens, cet animal ne vit qu'à Madagascar.

## Description
Varecia variegata subcincta est comme les autres sous-espèces de Varecia variegata de couleurs blanche et noire asymétriques. Il se différencie cependant, notamment de Varecia variegata variegata, par une coloration noire sur le dos, avec simplement une « ceinture » blanche (le dos en blanc chez Varecia variegata variegata). Le pelage est très dense, protégeant de la pluie. Cette espèce pèse un poids compris entre 3 et 5 kg.

## Mode de vie
Il est très actif la nuit et le matin.

## Alimentation
Il consomme des feuilles, des fruits, des baies et des insectes.

## Reproduction
La gestation dure cinq mois environ et ne concerne qu'un petit par portée.

## Divers
Le contraste entre le blanc et le noir de son pelage permet une excellente dissimulation dans les arbres. On peut l'observer dans les forêts pluviales de la côte Est de Madagascar.

## Menaces
Varecia variegata subcincta est sur la liste des 25 primates les plus menacés au monde et classé en danger critique d’extinction sur la Liste rouge des espèces menacées. Cette espèce endémique est menacée par le braconnage, mais surtout par le recul de son habitat forestier, 90 % des forêts originelles ayant disparu.

## Captivité
Le Parc zoologique de Paris détient quelques spécimens de Varecia variegata subcincta. Ils sont maintenus dans la grande serre tropicale dans la partie Madagascar, dans un grand enclos. Ils sont aisément observables lors d'une promenade du parc. Le Parc zoologique du Cerza détient également six spécimens, observables en extérieur dans un enclos d'immersion.

## Galerie

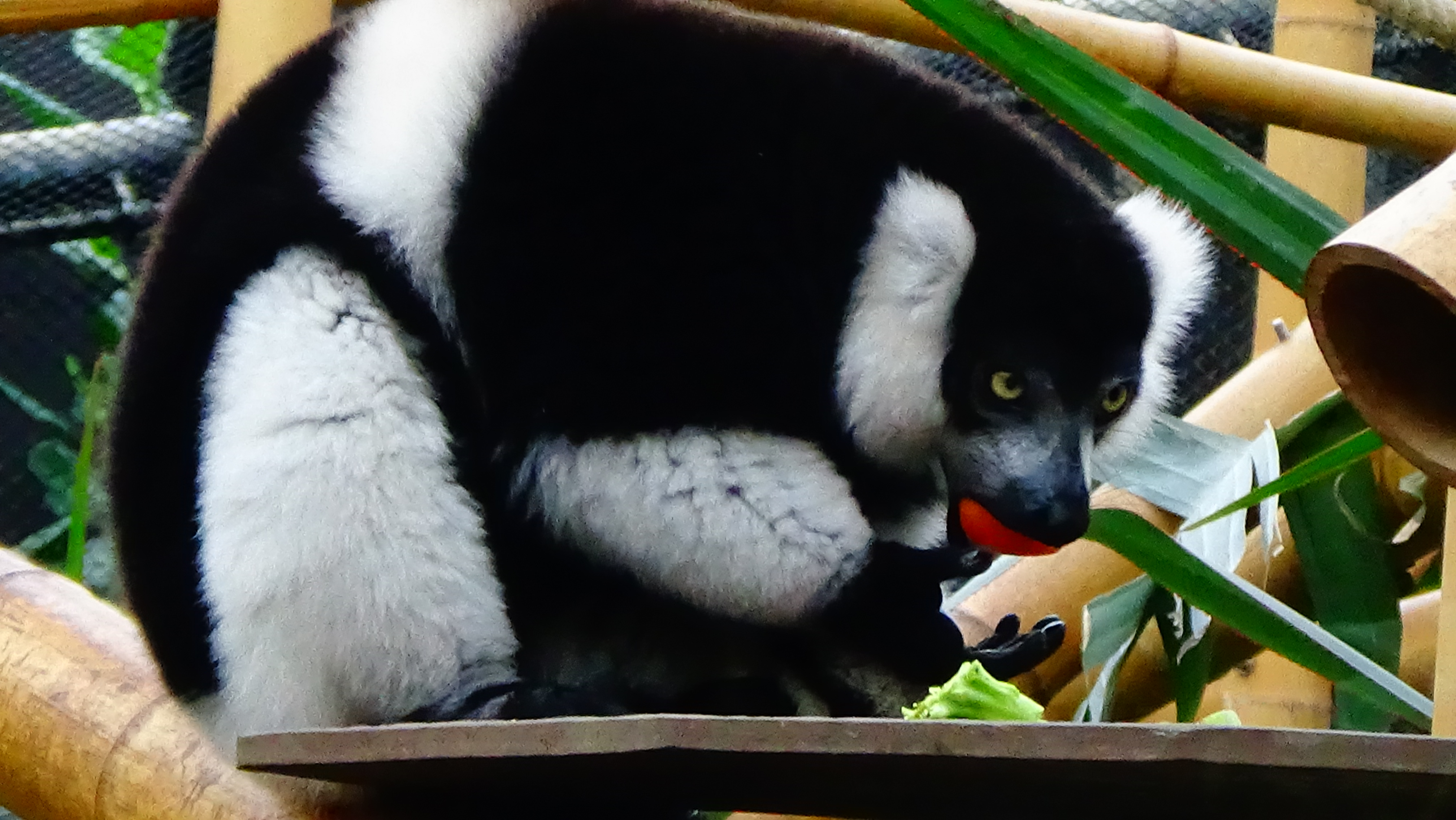
Repas de fruits au parc zoologique de Paris.
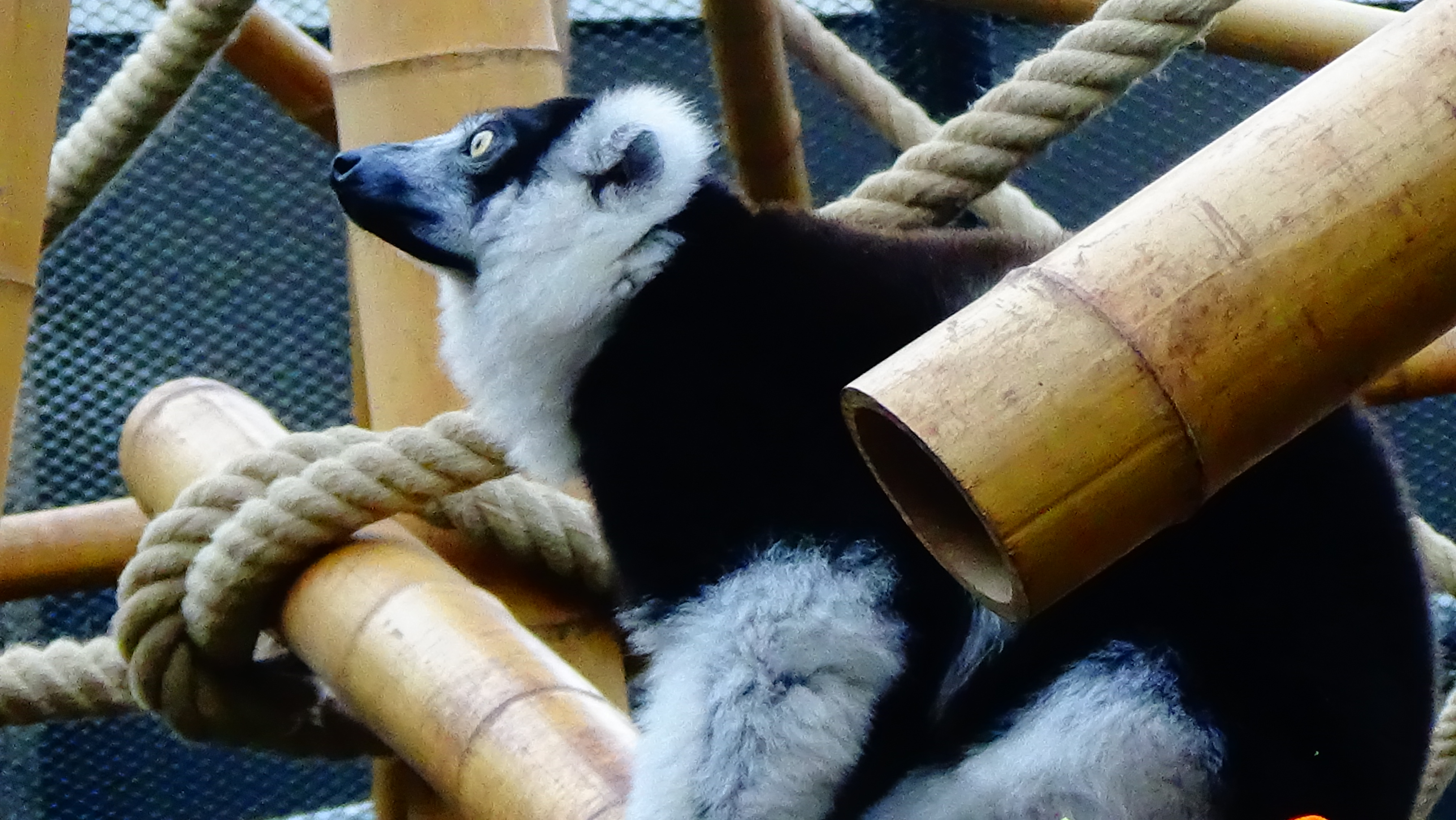
Observateur.
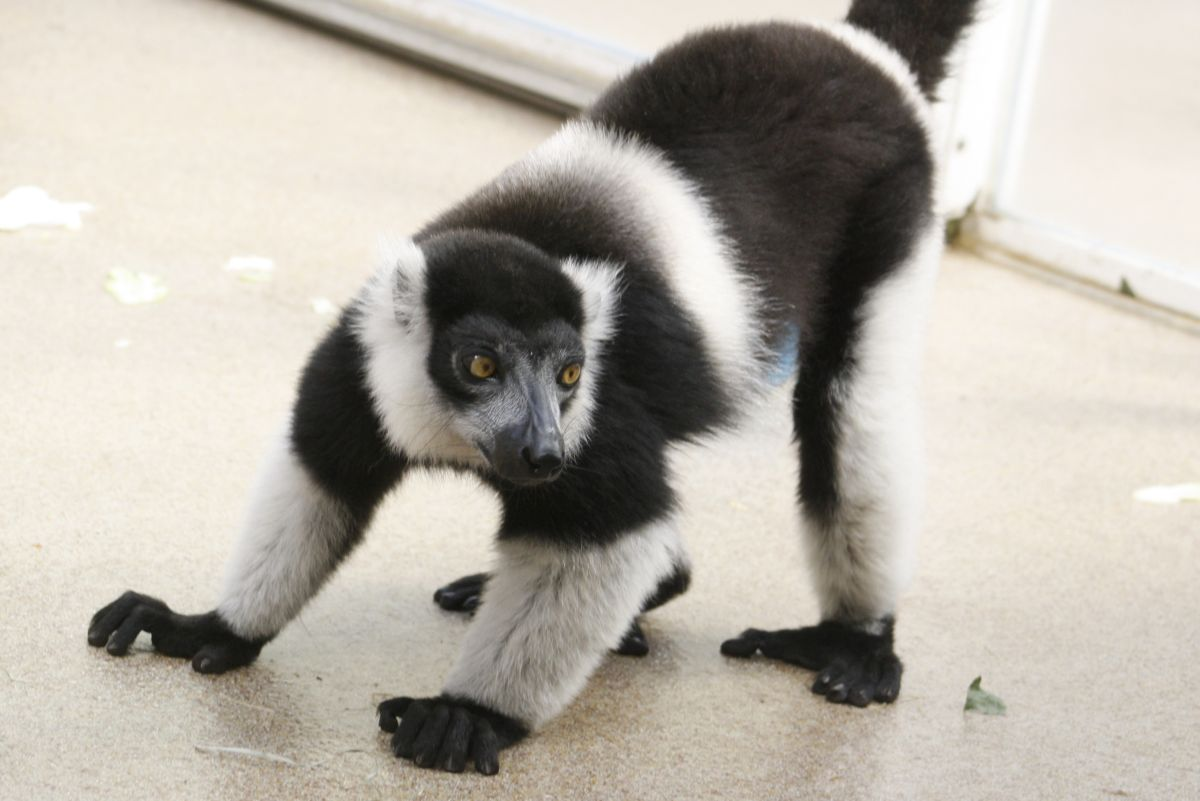

## Systématique
Le nom valide complet (avec auteur) de ce taxon est Varecia variegata subcincta (A.Smith, 1833).